# Dansbandsbrudar
Dansbandsbrudar är en svensk dokumentärserie i TV4 Plus, som handlar om svenska "tjejdansband". Det startade den 8 november 2010, och sändes till 13 december samma år. Man intervjuade bland andra Drifters (Erica Sjöström), Face-84, Mona Gustafsson och Melissa Williams samt Lillan Westman i Martinez om dansbandslivet.